# Stefan Schwarze
Stefan Schwarze (* 3. April 1962) ist Kapitän der Polarstern.
Er führte das Schiff während der MOSAiC-Expedition in der Arktis von 2019 bis 2020.

## Leben

### Ausbildung
Nach seinem Abitur 1981 absolvierte Schwarze eine Ausbildung zum Matrosen in der Seeschifffahrt. Anschließend fuhr er als Nautischer Offiziersassistent bei der Reederei Döhle in Hamburg.
Von 1985 bis 1989 studierte Schwarze an der Hochschule für Nautik Bremen. Sein Studium beendete er als Kapitän auf großer Fahrt.

### Beruf
Nach dem Studium fuhr Schwarze zur See, zunächst als 3. Offizier auf Containerschiffen der Hapag-Lloyd AG.

#### Zeit auf derPolarstern
Seit 1990 gehörte Schwarze zur Stammbesatzung der Polarstern. Er durchlief auf diesem Schiff alle nautischen Offizierdienstränge und -funktionen. Seit 2005 führt Schwarze die Polarstern als Kapitän. Mit dem Schiff war er fünf Mal am Nordpol. Im Jahr 2008 umrundete er die Arktis über die Nordwest- und Nordostpassage in 21 Tagen.
Schwarzes Zeit auf der Polarstern wurde unterbrochen von kurzzeitigen Einsätzen auf Containerschiffen der Reederei F. Laeisz, die auch die Polarstern bereedert, und auf dem Forschungsschiff Meteor. Außerdem arbeitete er als nautischer Inspektor im Büro der Reederei F. Laeisz in Bremerhaven.
Vom 20. September 2019 bis zum 6. Juni 2020 führte Schwarze die Polarstern auf der MOSAiC-Expedition.
Durch die Corona-Krise war das länger als geplant. Schließlich konnte der Wechsel der Mannschaft und des Kapitäns Anfang Juni 2020 in einem Fjord von Spitzbergen stattfinden. Nachfolger von Schwarze als Kapitän der Polarstern ist Thomas Wunderlich. Er führte das Schiff bis zu dessen Rückkehr nach Bremerhaven im Oktober 2020.

### Familie
Schwarze ist verheiratet und hat zwei Kinder.

### Hobbys
In seiner Freizeit segelt Schwarze mit seiner Familie.
Schwarze gehört zur ehrenamtlichen Besatzung der Grönland.